# Arndt G. Kirchhoff
Arndt Günter Kirchhoff (* 13. Januar 1955 in Essen) ist ein deutscher Unternehmer. Er ist Vorsitzender des Aufsichtsrats der KIRCHHOFF Automotive SE / KIRCHHOFF Automotive Holding AG & Co. KG mit Sitz in Iserlohn und engagiert sich daneben für verschiedene Interessenverbände.

## Leben und Wirken
Arndt G. Kirchhoff studierte Wirtschaftsingenieurwesen und Maschinenbau an der TU Darmstadt. In Darmstadt wurde er 1977 im Corps Rhenania aktiv. 1982 schloss er sein Studium als Diplom-Wirtschaftsingenieur ab. Von 1983 bis 1990 arbeitete er als Leiter der zentralen Auftragsabwicklung der Deutsche Babcock Werke AG.
Von 1990 bis 2020 war er geschäftsführender Gesellschafter der Kirchhoff Gruppe, seit dem 1. Oktober 2020 ist er Vorsitzender deren Beirats. Er war maßgeblich an der Entwicklung des Automotive Center Südwestfalen beteiligt, wo Wissenschaftler und Automobilzulieferer aus Südwestfalen gemeinsam Forschungs- und Entwicklungsarbeit betreiben. Seit der Gründung führt er dessen Aufsichtsrat.
Nach Vorschlag der CDU-Landtagsfraktion in Nordrhein-Westfalen wurde Kirchhoff zum Mitglied der 17. Bundesversammlung gewählt.
Kirchhoff ist verheiratet und Vater von drei Kindern. Die Familie lebt in Attendorn.

## Ehrenamt
- Präsident des Verbandes der Metall- und Elektro-Industrie Nordrhein-Westfalen (seit 2014)[6]
- Präsident der Landesvereinigung der Unternehmensverbände Nordrhein-Westfalen e. V. (seit 2016)
- Vizepräsident der Bundesvereinigung der Deutschen Arbeitgeberverbände (seit 2013)
- Vizepräsident des Verbandes der Automobilindustrie (seit 2013)
- Präsident des Instituts der deutschen Wirtschaft Köln (2013 bis 2025)[7]
- Mitglied im Präsidium des Bundesverbandes der Deutschen Industrie (seit 2003)
- Vorstandsvorsitzender des Arbeitgeberverbandes Olpe und Vorsitzender der Fachgruppe Metall (2000–2021)
- Vorsitzender des Hochschulrates der Universität Siegen (seit 2013)
- Vorsitzender des Mittelstandsbeirates der nordrhein-westfälischen Landesregierung (seit 2013)
- Vorsitzender des Kunstvereins Südsauerland (1995–2016)[8]
- Botschafter des Caritas-Hospizdienstes Camino in Attendorn (seit 2013)[9]
- Honorarkonsul der Republik Polen (seit 2018)[10]

## Auszeichnungen
- Otto-Schlecht-Preis 2012[11]
- Offizierskreuz des Verdienstordens der Republik Ungarn, 2012[12]
- Sonderpreis „NRW-Wandler“ beim Wettbewerb „NRW – Wirtschaft im Wandel“ 2020[13]